# 高森いずみ

高森 いずみ（たかもり いずみ、1972年11月5日 - ）は、かつてウェザーマップに所属していた気象予報士である。
東京都立大学大学院理学研究科卒。

## 過去の出演番組

### ラジオ
- 生島ヒロシのおはよう定食
- 生島ヒロシのおはよう一直線
- 森本毅郎・スタンバイ!
- 大沢悠里のゆうゆうワイド

（※いずれもTBSラジオ）

### テレビ
- JNNニュースバード（現：TBSニュースバード）
- BS気象情報（NHK衛星第1テレビジョン、2005年3月28日～2006年3月31日） - 月～金曜日03:55～09:55のパート